# 李昆霖
李昆霖，台灣企業家網路名人、美國俄亥俄大學化工博士。現任佐見啦生物科技與BOOKING書店「腦闆」，為提提研面膜創辦人。2011年參加博鰲亞洲中小企業論壇。2015年榮獲經理人雜誌2015年百大MVP經理人。
2019年去內觀以後身心靈得到提升便開始向身邊的人推薦，三不五時以「我們內觀者」自稱。
2021年初與助理小周開始了《腦闆想什麼？》Podcast。老闆常不知為何活成一頭奇行種，該節目就是要將老闆們的心內話攤開來。

## 作品

### 天下雜誌親子教養專欄
1. ↑  李昆霖. . 天下雜誌. 2021-04-19  [2021-04-20]. （原始内容存档于2021-04-20） （中文（臺灣））.